# Songarica mollicularia
Songarica mollicularia là một loài bướm đêm trong họ Geometridae.